# Stenus juno
Stenus juno är en skalbaggsart som beskrevs av Fabricius. Stenus juno ingår i släktet Stenus och familjen kortvingar. Arten är reproducerande i Sverige. Inga underarter finns listade i Catalogue of Life.